# Archidendron quocense
Archidendron quocense är en ärtväxtart som först beskrevs av Jean Baptiste Louis Pierre, och fick sitt nu gällande namn av Ivan Christian Nielsen. Archidendron quocense ingår i släktet Archidendron och familjen ärtväxter. Inga underarter finns listade i Catalogue of Life.

## Bildgalleri

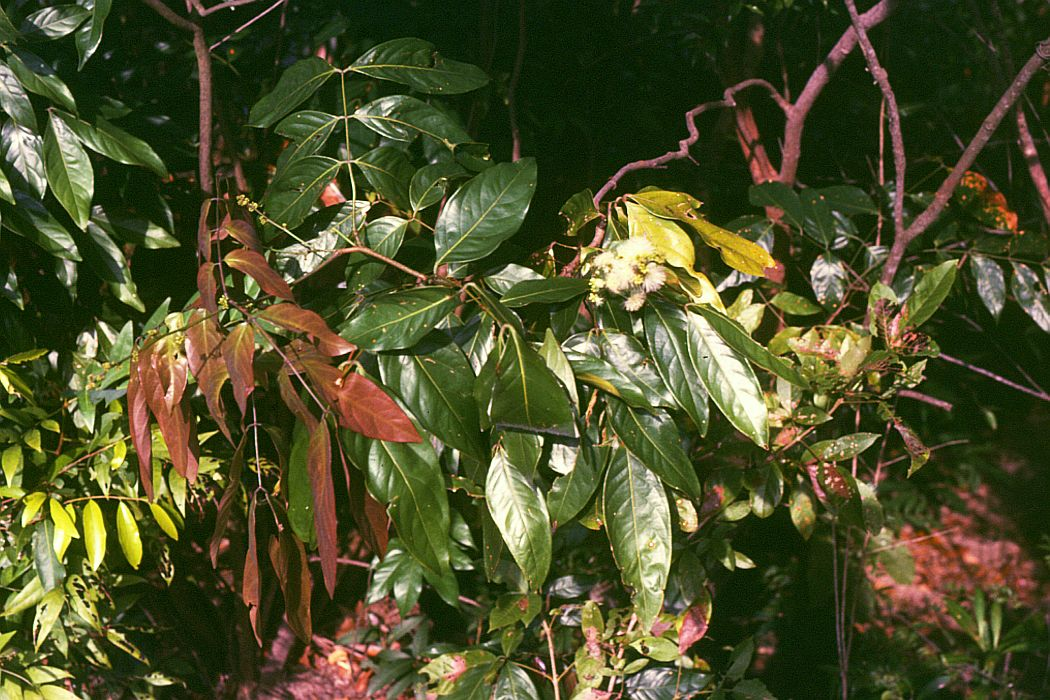
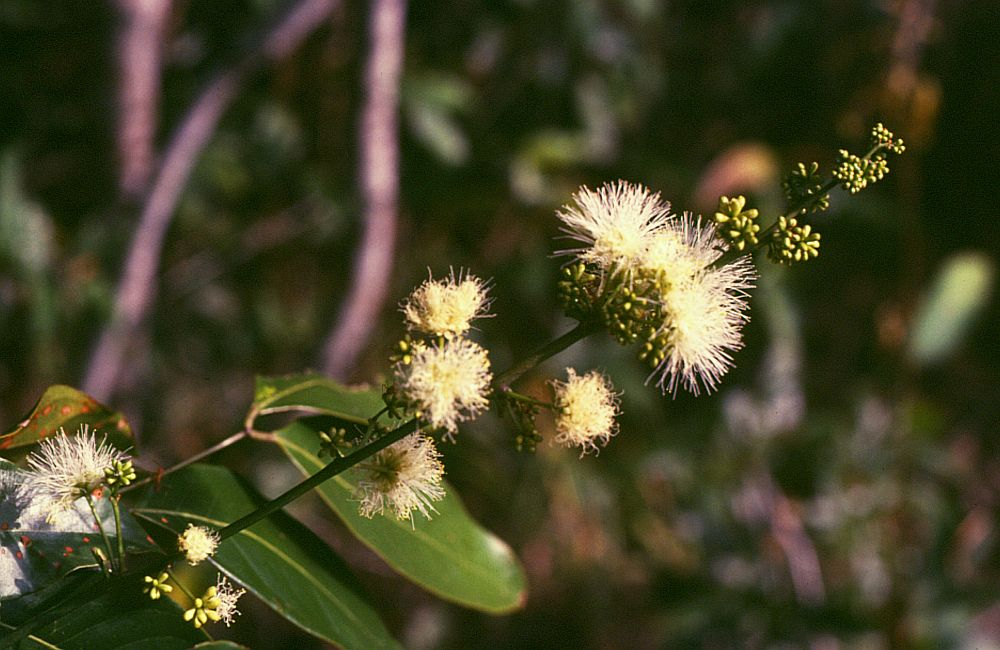